# Gauntlet II
Gauntlet II — аркадная игра 1986 года, выпущенная Atari. Это первое продолжение игры Gauntlet. Как и предшественница, Gauntlet II является фэнтезийной игрой в жанре hack and slash.

## Описание
Игровой процесс очень похож на предыдущую игру Gauntlet: в его основе лежит зачистка подземелий с видом сверху, в которой могут участвовать до 4 игроков. Самое большое отличие от оригинала заключается в том, что игроки могут выбирать персонажей одинакового класса; игроки отличаются друг от друга цветом.
В дополнение к новой системе классов, были добавлены новые типы уровней. Кроме того, уровни могли изменяться путём поворота на 90°. Среди других новых возможностей был новый враг «Оно» (англ. It), который после контакта с игроком также превращал его в «Оно» и делал его целью всех других врагов. Единственным путём избавления от этого проклятья было прикосновение к другому игроку или выход с уровня. В итоге любой уровень, на котором присутствовало «Оно» превращался в фэнтезийную игру в салки. Другими важными нововведениями являются специальный предмет, позволяющий стрелять рикошетом от стен, кислотные лужи, причиняющие тяжёлые повреждения, и огромный дракон, занимавший несколько квадратов игрового поля и уничтожавшийся большим числом ударов.
В продолжении также впервые появилась музыкальная тема серии игр Gauntlet, напоминавшая упрощённую барочную фугу.

## Восприятие
| Иноязычные издания         | Иноязычные издания |
| Издание                    | Оценка             |
| -------------------------- | ------------------ |
| Amiga Action               | 84 %               |
| Commodore User             | 94 %               |
| Crash                      | 65 %               |
| Sinclair User              | [ 5 ]              |
| The Games Machine          | 93 %               |
| Your Sinclair              | 8/10               |
| AUI                        | 8/10               |
| Your Amiga                 | 70 %               |
| Play Time                  | 74 % (GB)          |
| Награды                    |                    |
| Издание                    | Награда            |
| Sinclair User — SU Classic |                    |

### Порты
Gauntlet II была портирована на многие домашние игровые системы. У адаптированных версий очень мало отличий, за исключением изображения на коробке. Порты были выпущены Mindscape в США и U.S. Gold в Европе.
3 мая 2007 года была выпущена версия для PlayStation 3. Однако позже она была убрана из магазина Playstation.